# Clarke Peters
Clarke Peters, född 7 april 1952 i New York, är en amerikansk skådespelare. Hans kanske mest kända roll är den som Lester Freamon i TV-serien The Wire (2002–2008). Han har även medverkat i bland annat TV-serierna Treme och Foundation. Han har också medverkat i filmerna Three Billboards Outside Ebbing, Missouri (2017) och Da 5 Bloods (2020).

## Filmografi (i urval)
- 1981 – Outland
- 1993 – Dödens tåg
- 2000 – The Corner (TV-serie)
- 2002–2008 – The Wire (TV-serie)
- 2006 – Freedomland
- 2009 – Kampen om Sydafrika
- 2010–2013 – Treme (TV-serie)
- 2014 – John Wick
- 2015 – London Spy (TV-serie)
- 2015 – Partners in Crime (TV-serie)
- 2017 – Three Billboards Outside Ebbing, Missouri
- 2019 – His Dark Materials (TV-serie)
- 2019 – Harriet
- 2020 – Da 5 Bloods
- 2021 – Foundation (TV-serie)
- 2022 – Whitney Houston: I Wanna Dance with Somebody
- 2024 – Eric (TV-serie)